# Gunnar Wallentin
Gunnar Arnold Wallentin, född 6 juni 1905 i Brunnby socken, Malmöhus län, död 17 februari 1997 i Mölle, var en svensk målare och skulptör. 
Han var son till målarmästaren Carl Libert Wallentin och Amanda Persson och från 1930 gift med musikläraren Alice Thorborg Nilsson. Wallentin arbetade som målarlärling 1915–1818 och var därefter en tid jungman på ett fartyg i handelsflottan. Redan under sin sjömanstid tecknade och målade han och debuterade med en utställning i Helsingborg 1924. Han studerade konst vid Wilhelmsons målarskola i Stockholm 1927–1928 och vid Maison Watteau 1928–1928. Senare deltog han vid undervisning vid akademierna Julian, Colarossi och Grande Chaumière dessutom bedrev han självstudier under resor till Italien, Sardinien, Spanien, Nigeria, England och Sydfrankrike. Separat ställde han bland annat ut i Helsingborg, Malmö, Kristianstad, Halmstad, Ängelholm, Örebro och Borås. Han medverkade i en utställning med kristna konstnärer på De ungas salong i Stockholm 1948 och var under en följd av år representerad i Kulla-konst i Höganäs och Skånes konstförenings utställningar i Malmö. Wallentin var baptist och utförde en dekorativ målning i sin församlingskyrka i Helsingborg. För Mölle kapell utförde han 1935 målningen Fiskarfänget och för Ålems församlingshem i Kalmar utförde han 1953 temperamålningen Levande vatten samt dekorativa målningar i Algutsboda församlingshem och Mönsterås församlingshem. Bland hans övriga offentliga arbeten märks målningar i Nyhamnsläge skola och baptistfolkhögskolan Sjövik i Folkärna. Hans konst består av figurstudier, porträtt och landskapsskildringar utförda i olja eller akvarell samt mindre träskulpturer. Som illustratör utförde han omslagsbilder till tidskriften Husmodern. Wallentin är representerad vid Eskilstuna konstmuseum.